# Pandora Hearts
Pandora Hearts (パンドラハーツ, Pandora Hātsu) és un manga escrit i il·lustrat per Jun Mochizuki. Va començar la seva serialització a la revista de Manga shōnen GFantasy publicada per Square Enix el juny del 2006. La serie està finalitzada amb 24 tankōbon.
El manga va ser llicenciat en Estats Units per Broccoli Books però lamentablement l'empresa va fer fallida, de manera que es va deixar de banda la publicació. Actualment Ien Press ha reprès la llicència en anglès i publicant el tom 1 el desembre del 2009. A part del manga, s'ha realitzat una sèrie d'anime, dirigida per l'estudi XEBEC, que va constar de 25 episodis. El manga va arribar a Espanya llicenciat per Norma Editorial el 2012.
La sèrie té fortes influències d'Alícia al país de les meravelles, A través del mirall i el que Alicia va trobar allí de l'escriptor Lewis Carroll, El meravellós màgic d'Oz de l'escriptor Lyman Frank Baum i el conte de La caputxeta vermella.

## Argument
Oz Bezarius, hereu d'un dels quatre grans ducats, ha complert 15 anys. Porta una vida tranquil·la, luxosa i lliure de preocupacions, enfosquida només per l'absència del seu pare, amb qui no sembla tenir una bona relació. Al seu costat es troben el seu oncle Oscar, Ada, la seva germana petita, i Gilbert, el seu fidel servent, en una antiga mansió en la qual la seva cerimònia de majoria d'edat es durà a terme. És en aquesta mansió on Oz troba, accidentalment, un petit cementiri d'una única làpida de la qual penja un rellotge de butxaca daurat. En prendre el rellotge a les mans, el noi experimenta una estranya visió en la qual una noia intenta matar-lo. Aquesta mateixa nit, en la cerimònia, la vida d'Oz donarà un tomb radical: uns encaputxats apareixen i diuen haver vingut a jutjar al futur duc. Sense saber per què, Oz és desterrat a la presó del Abyss, una fosca dimensió habitada per terribles criatures, pel pecat que aparentment representa la seva mera existència. Allà entaularà relació amb una Cadena-una criatura originària del Abyss-amb forma de conill negre tacat de sang, Alice, la qual resultarà ser la noia de la seva visió.